# Blind Man's Luck
Blind Man's Luck er en amerikansk stumfilm fra 1917 af George Fitzmaurice.

## Medvirkende
- Mollie King som Eileen Caverly.
- Earle Foxe som Boby Guerton.
- Riley Hatch som Mr. Hatch.
- Zeffie Tilbury som Mrs. Guerton.
- Helene Chadwick som Helen.